# Heinrich Laehr

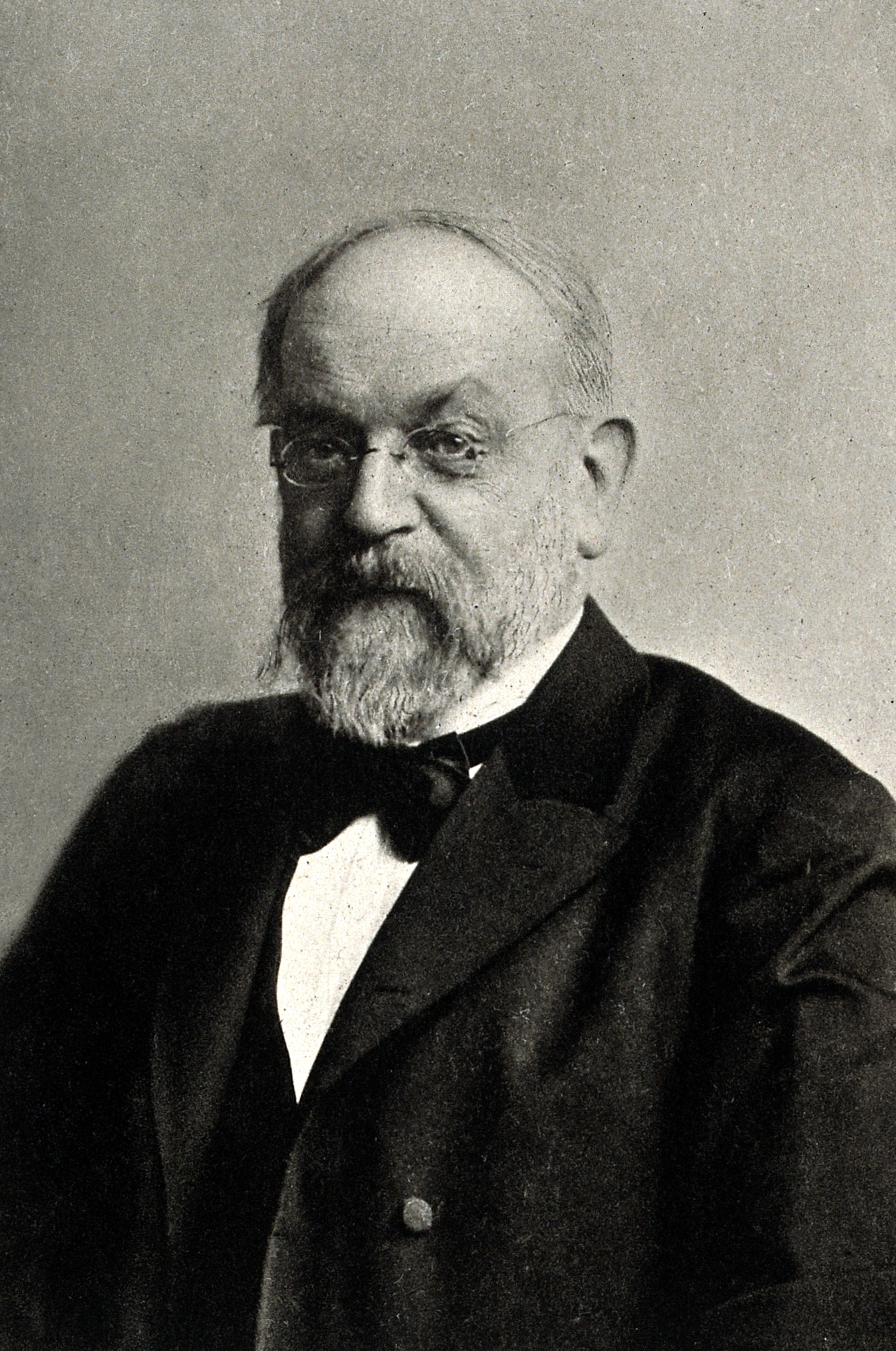
Heinrich Laehr (1820–1905)

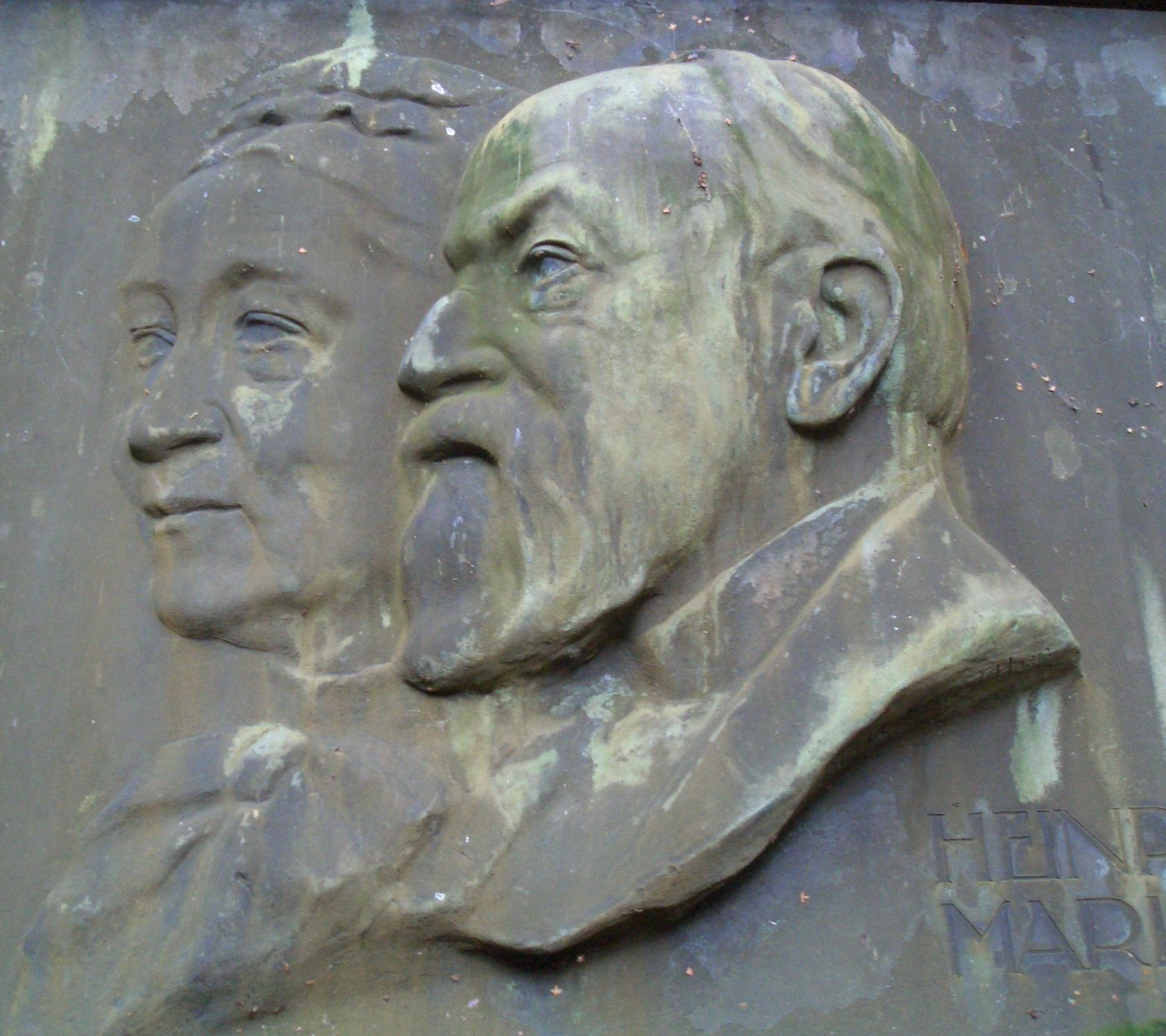
Adele Paasch: Maria und Heinrich Laehr, 1913

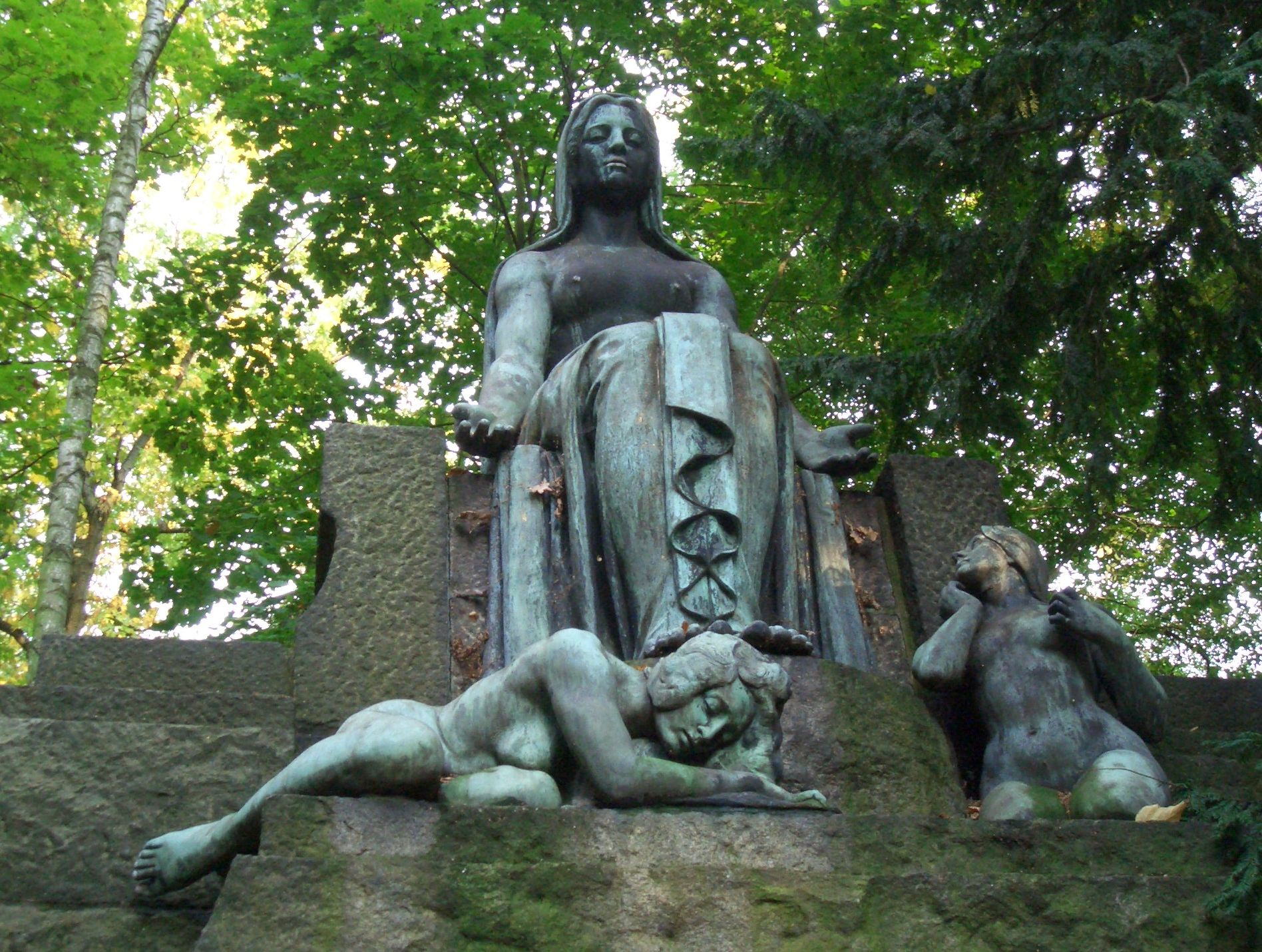
Schwermütige Frauen von Gottlieb Elster auf dem Grabmonument im Laehrschen Privatfriedhof im Schönower Park

Bernhard Heinrich Laehr (* 10. März 1820 in Sagan, Provinz Schlesien; † 18. August 1905 in Zehlendorf bei Berlin) war ein deutscher Psychiater und Psychiatriehistoriker.

## Leben und Wirken
Heinrich Laehr war der Sohn des Schönfärbers August Wilhelm Laehr und seiner Ehefrau Dorothea Friederike geb. Henn. Er studierte in Berlin und Halle Medizin. Anschließend arbeitete er an den Franckeschen Stiftungen in Halle als Arzt. 1843 promovierte er und erhielt von 1848 bis 1852 eine Ausbildung zum Psychiater an der Provinzial-Irrenanstalt Halle-Nietleben. Er kam über viele Stationen 1852 nach Zehlendorf, wo er 1853 Ländereien auf Schönower Gebiet kaufte und die Nervenheilanstalt Schweizerhof gründete, eine Privatheilanstalt für psychisch kranke Frauen.
Durch seine Arbeit wurde er international bekannt und war Ehrenmitglied in zahlreichen wissenschaftlichen Gesellschaften. 1857 übernahm er die Hauptredaktion der von ihm und anderen „Irrenärzten“ Deutschlands herausgegebenen, von 1844 bis 1937 bestehenden Allgemeinen Zeitschrift für Psychiatrie und psychisch-gerichtliche Medicin. 1891 erhielt Laehr den Professorentitel. In Zehlendorf war er viele Jahre lang Gemeindevertreter. Er war ebenfalls Mitglied der Kreissynode des evangelischen Kirchenkreises Kölln-Land I als Delegierter der Kirchengemeinde Zehlendorf.
Er wurde nach seinem Tod in einem Familiengrab im Schönower Park beigesetzt. Das Hauptgebäude des Schweizerhofs wurde 1966 für die John-F.-Kennedy-Schule abgerissen. Der Heinrich-Laehr-Park, die Laehrstrasse und der Laehr’sche Jagdweg in Berlin-Zehlendorf wurden nach ihm benannt.

## Familie
Heinrich Laehr war mit Johanna Henriette Maria verw. von Krebs geb. Otto (1824–1902) verheiratet. Das Paar hatte zwei Töchter und fünf Söhne, von denen einer früh verstarb. Die Söhne Hans Laehr (1856–1929) und Max Laehr (1865–1936) wurden ebenfalls hoch geschätzte Psychiater. Der Sohn Hans leitete ab 1889 das Asyl Schweizerhof. Im Jahr nach dem Tode seines Vaters übernahm er auch die Funktion des Hauptredakteurs der Allgemeinen Zeitschrift für Psychiatrie. Der Sohn Max leitete ab 1899 die Privatklinik Haus Schönow in Berlin-Zehlendorf, später in Malente-Gremsmühlen.

## Schriften (Auswahl)
- Ueber Irrsein und Irrenanstalten. Nebst einer Uebersicht von Deutschlands Irrenwesen und Irrenanstalten. Für Aerzte und Laien. Halle: Pfeffer, 1852.
- Die Heil- und Pflegeanstalten für Psychisch-Kranke in Deutschland, der Schweiz und den benachbarten deutschen Ländern. Berlin: Reimer, 1875 (vorzügliches Quellenwerk; Digitalisat; PDF; 7,4 MB).
- Der Geistliche in Irrenanstalten. Vortrag gehalten auf dem 37. Versammlung des psychiatrischen Vereins zu Berlin, 1880. In: Allgemeine Zeitschrift für Psychiatrie und psychisch-gerichtliche Medicin. Jg. 38 (1881), S. 234–243.
- Die Heil- und Pflegeanstalten für Psychisch-Kranke des deutschen Sprachgebietes. Reimer, Berlin 1882.
- Gedenktage der Psychiatrie aller Länder. Reimer, Berlin 1885; ab der 2. Auflage: Gedenktage der Psychiatrie und ihrer Hülfsdisciplinen in allen Ländern. ebenda 1887; 4., vermehrte und umgearbeitete Auflage (als Gedenktage der Psychiatrie und ihrer Hilfsdisziplinen in allen Ländern), Walter de Gruyter & Co., Berlin 1893,
- Zur Geschichte der Psychiatrie in der 2. Hälfte des vorigen Jahrhunderts. In: Allgemeine Zeitschrift für Psychiatrie und psychiatrisch-gerichtliche Medizin. Band 44, Heft 4, 1888, S. 294–310.
- Die Heil- und Pflegeanstalten für psychisch Kranke des deutschen Sprachgebietes im Jahr 1890. Berlin: Reimer, 1891 (statistische Angaben).
- als Hrsg. Die Literatur der Psychiatrie, Neurologie und Psychologie im XVIII. Jahrhundert. Festschrift zum Fünfzigjährigen Jubiläum der Heilanstalt Illenau, Baden, am 27. September 1892. Berlin: Reimer, 1892 (21896).
- Ein Blick rückwärts. In: Allgemeine Zeitschrift für Psychiatrie und psychisch-gerichtliche Medicin. Jg. 50 (1894), S. 3–30.
- mit Friedrich Zimmer: Sünde oder Krankheit? Ein vergessenes Capitel aus der Theorie und Praxis der Seelsorge. In: Allgemeine Zeitschrift für Psychiatrie und psychisch-gerichtliche Medicin. Jg. 51 (1895), S. 248.
- mit Max Lewald: Die Heil- und Pflegeanstalten für Psychisch-Kranke des deutschen Sprachgebietes am 1. Januar 1898. Berlin: Reimer, 1899.
- Die Literatur der Psychiatrie, Neurologie und Psychologie von 1459–1799. 2 Bände. Berlin: Reimer, 1900.
  - Band 1: Die Literatur 1459–1699.
  - Band 2: Die Literatur von 1700 bis 1799
  - Band 3: Register der Bände 1–2.
- Geschichte und Beschreibung der Anstalt Schweizerhof für Nerven- und Psychisch-Kranke weiblichen Geschlechts. Berlin: Reimer, 1903.